# Crosby, Texas
Crosby là một nơi ấn định cho điều tra dân số (CDP) thuộc quận Harris, tiểu bang Texas, Hoa Kỳ. Năm 2010, dân số của nơi này là 2299 người.

## Dân số
- Dân số năm 2000: 1714 người.
- Dân số năm 2010: 2299 người.